# Pak So-dam
Pak So-dam (korejsky 박소담; * 8. září 1991) je jihokorejská herečka.
Do povědomí veřejnosti se dostala v roce 2015 ve filmu Veterán, v následujícím roce televizním seriálem Popelka a čtyři rytíři a také filmem Obrazy z mládí z roku 2020. Mezinárodního věhlasu dosáhla díky roli v kritikou uznávaném korejském komediálním thrilleru Parazit z roku 2019, který získal Zlatou palmu na filmovém festivalu v Cannes v roce 2019 a Oscara za nejlepší film.

## Filmografie

### Film
| Rok  | Název CZ/EN                             | Originální název                                               | Role                          |
| ---- | --------------------------------------- | -------------------------------------------------------------- | ----------------------------- |
| 2013 | No More No Less                         |                                                                | žačka                         |
| 2013 | Steel Cold Winter                       | Sonyeo, 소녀                                                   | Ji-yeon                       |
| 2013 | Most Ordinary Existence                 |                                                                | Su-jin                        |
| 2013 | Ingtoogi: The Battle of Internet Trolls |                                                                | Yeon-hee                      |
| 2013 | Death Theatre                           |                                                                | žačka                         |
| 2014 | The Legacy                              |                                                                | Eun-seon                      |
| 2014 | One on One                              | Il-dae-il, 일대일                                              | pracovnice kavárny            |
| 2014 | Scarlet Innocence                       | Madam Bbaengdeok, 마담 뺑덕                                    | Chung-yiho přítelkyně         |
| 2014 | The Youth                               |                                                                | Yeon-joo                      |
| 2014 | Playgirl                                |                                                                | -                             |
| 2014 | Suzi                                    |                                                                | Suzi                          |
| 2014 | Inevitable                              |                                                                | Lee Mi-young                  |
| 2014 | The Royal Tailor                        | Sanguiwon, 상의원                                              | Yoo-wol                       |
| 2015 | C'est Si Bon                            | Ssesibong, 쎄시봉                                              | žačka 1                       |
| 2015 | The Silenced                            | Gyeongseonghakgyo: Sarajin Sonyeodeul, 경성학교: 사라진 소녀들 | Hong Yeon-deok                |
| 2015 | Veteran                                 | Beterang, 베테랑                                               |                               |
| 2015 | The Throne                              | Sado, 사도                                                     | Lady Moon                     |
| 2015 | The Priests                             | Geomeun Sajedeul, 검은 사제들                                  | Lee Young-shin                |
| 2015 | The Vampire Lives Next Door             |                                                                | Na-mi                         |
| 2015 | Blue Monday's Woman                     |                                                                | So-dam                        |
| 2016 | Snow Paths                              |                                                                | Maria                         |
| 2016 | Take Off 2                              |                                                                | Lee Ji-hye                    |
| 2017 | Man of Will                             | Daejang Gim Changsu, 대장 김창수                               | Han Yeong-hee                 |
| 2018 | Ode to the Goose                        | Gunsan: Geowileul Nolaehada, 군산: 거위를 노래하다             | dcera hospodského             |
| 2018 | The Underdog                            | Eondeodog, 언더독                                              | Bamyi                         |
| 2019 | Parazit                                 | Gisaengchung, 기생충                                           | Kim Ki-jung / Jessica (alias) |
| 2020 | Fukuoka                                 | Hu-ku-o-ka, 후쿠오카                                           | So-dam                        |
| 2022 | Special Delivery                        | Teuksong, 특송                                                 | Eun-ha                        |
| 2023 | Phantom                                 | Yuryeong, 유령                                                 | Yuriko                        |

### Televizní seriál
| Rok  | Název CZ/EN                  | Originální název                                        | Role             |
| ---- | ---------------------------- | ------------------------------------------------------- | ---------------- |
| 2015 | Drama Special – Red Moon     |                                                         | princezna Hwawan |
| 2015 | My First Time                | Cheo-eumiraseo, 처음이라서                              | Han Song-yi      |
| 2016 | A Beautiful Mind             | Byutipul maindeu, 뷰티풀 마인드                         | Gye Jin-sung     |
| 2016 | Cinderella with Four Knights | Sinderellawa ne myeong-ui gisa, 신데렐라와 네 명의 기사 | Eun Ha-won       |
| 2020 | Obrazy z mládí               | Čeongčungirok, 청춘기록                                 | Ahn Jeong-ha     |